# Cosmoconus nigriventris
Cosmoconus nigriventris là một loài tò vò trong họ Ichneumonidae.